# Teodora Paleóloga (imperatriz da Bulgária)
Teodora Paleóloga (em búlgaro:  Теодора Палеологина; em grego: Θεοδώρα Παλαιολογίνα) foi uma princesa bizantina e imperatriz-consorte da Bulgária entre 1308 e 1321, como segunda esposa de Teodoro Esfendóstlabo, e, novamente, ao se tornar esposa de Miguel Sismanes, de 1324  até a morte dele, em 28 de julho de 1330, na Batalha de Velesbudo.
De origem muito nobre, Teodora era filha do imperador bizantino Miguel IX Paleólogo (r. 1295–1320), filho e co-imperador de Andrônico II Paleólogo (r. 1282–1328), com Rita da Armênia, que era filha do monarca do Reino Armênio da Cilícia. Ela era irmã do imperador Andrônico III Paleólogo (r. 1328–1341).

## Casamento com Teodoro
Teodoro Esvetoslau pediu para casar com ela no final de 1307 para consolidar o tratado de paz entre o Império Búlgaro e o Império Bizantino, encerrando uma guerra que já durava sete anos. Andrônico II teve que concordar com o casamento e ainda teve que abandonar suas pretensões às cidades da costa sul do mar Negro na Bulgária, como Mesembria e Anquíalo. A cerimônia ocorreu provavelmente na primavera de 1308. Depois da morte de Teodoro em 1321, Teodora continuou em Tarnovo, a capital búlgara. É provável que ela tivesse boas relações com o enteado e novo imperador, Jorge Terter II (r. 1321–1322), que era filho da primeira esposa de Teodoro, Eufrósine. Depois que ele também morreu, ela continuou na capital e assistiu à ascensão do déspota de Vidin, Miguel Sismanes, ao trono.

## Casamento com Miguel
Depois de uma vitoriosa campanha contra os bizantinos em 1324, o novo imperador divorciou-se de sua primeira esposa, Ana Neda da Sérvia, e casou-se com Teodora. Procurava com isto legitimar sua autoridade e aproximar-se de Andrônico III. Em maio de 1327, a aliança com os bizantinos foi renovada e os autores da época notam que as negociações se pareciam com reuniões familiares, pois Andrônico e sua mãe, Maria (como Rita era conhecida na corte bizantina), pediram que Miguel levasse Teodora. A relação próxima, porém, serviu também de desculpa para o imperador búlgaro invadir o Império Bizantino em 1328. Depois da morte de Miguel na Batalha de Velesbudo, tornou-se impossível para Teodora permanecer em Tarnovo, pois Ana Neda e o filho dela com Miguel e novo imperador, João Estêvão (r. 1330–1331), retornaram do exílio.

## Anos finais em Constantinopla
Depois de viver na Bulgária por quase um quarto de século e ser imperatriz em duas ocasiões, Teodora deixou o país no outono de 1330 e mudou-se para Constantinopla. Ela era muito próxima da mãe de João VI Cantacuzeno (r. 1341–1354), Teodora Paleóloga Angelina. O mais provável é que ela tenha ido viver com a mãe, que era um freira, e, depois que ela morreu, a própria Teodora tomou o hábito e assumiu o nome monástico de Teodósia. Sabe-se que ela teve filhos com Miguel Sismanes e, provavelmente, com Teodoro Esvetoslau, mas não se sabe quantos e nem seus nomes.